# Eubaphe helveta
Eubaphe helveta är en fjärilsart som beskrevs av Barnes 1907. Eubaphe helveta ingår i släktet Eubaphe och familjen mätare. Inga underarter finns listade i Catalogue of Life.